# Gente llana

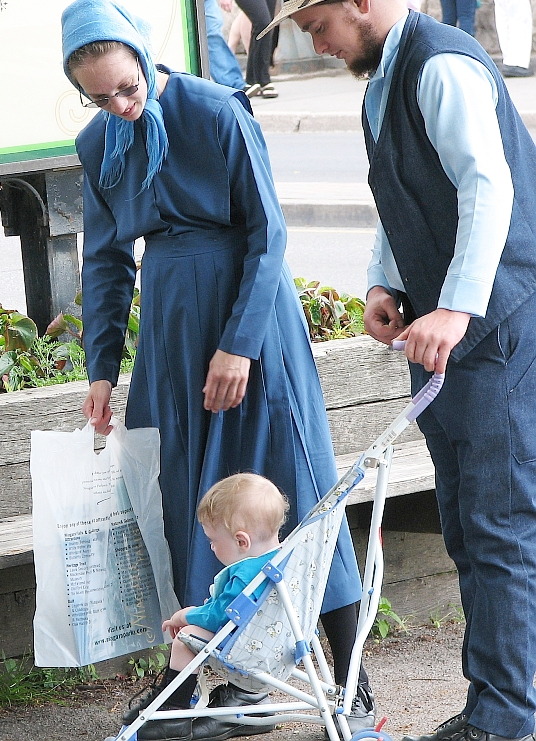
Una familia amish.

Gente llana son grupos cristianos caracterizados por su estilo de vida simple y su separación de la vida mundana, incluyendo el uso de indumentaria llana. Estos grupos incluyen:
- Amish
- Algunas denominaciones menonitas: del rito antiguo (inglés: "Old Order Mennonite"), conservadores ("Conservative Mennonites") y de la vieja colonia ("Old Colony Mennonites")
- Antigua hermandad de bautistas alemanes ("Old German Baptist Bretheren")
- Huteritas[1]
- Hermanos del río del rito antiguo

En tiempos anteriores, también estaban incluidos los siguientes grupos:
- Cuáqueros en general
- Hermanos en Cristo[2]
- Shakers[3] e
- Iglesia de los Hermanos

Actualmente, una pequeña cantidad de cuáqueros todavía practica el uso de indumentaria llana.
Entre las costumbres de la gente llana están:
- Ropas llanas, usualmente en colores sólidos, normalmente oscuros.
- Templos llanos o total ausencia de edificios eclesiales.
- Una visión utilitaria sobre la tecnología, similar al principio de precaución de la tecnología, según la cual lo desconocido debe ser evitado, pero con un énfasis en los resultados a los ojos de Dios. Si no hay seguridad de cómo una tecnología afecta la relación con Dios, los líderes de la Iglesia determinarán si debe ser evitada o no.[7] El grado de apoyo de este principio varía entre congregaciones, pero en general los pueblos amish creen que los menonitas no han hecho suficiente para separarse del resto del mundo.

## Historia
El movimiento menonita es un movimiento de reforma de orígenes anabaptistas, iniciado por los Hermanos Suizos, que pronto encontró gran cohesión basada en las enseñanzas de Menno Simons (1496-1561) y en la Confesión de Fe de Dordrecht de 1632. El movimiento amish es un movimiento de reforma dentro del movimiento menonita, basado en las enseñanzas de Jacob Ammann (1644-1730), el cual percibió una falta de disciplina dentro del movimiento menonita entre aquellos que estaban tratando de evitar ser objeto de persecución. Ammann argüía que Romanos 12:2 prohibía eso.
William Penn, quien siendo cuáquero había sufrido persecución religiosa, ofreció asilo a otros que estuvieran sufriéndola, una oferta que muchos seguidores de Ammann aceptaron, comenzando con las familias Detweiler y Sieber, asentándose así en el condado de Berks, Pennsylvania, en 1736. Muchos de ellos se asentaron en Lancaster, Pennsylvania, que ofrecía algunas de las tierras de cultivo no irrigado más productivas del mundo. Para 1770, la inmigración amish prácticamente había cesado.

## Prácticas normativas, culturales y religiosas

### Amish y sectas relacionadas
Las sectas llanas usualmente tienen un obispo que preside sobre la congregación (como en el caso de los amish) o sobre un distrito, entendido este como un grupo de congregaciones (siendo un ejemplo de este segundo paradigma los menonitas del rito antiguo). Algunos se congregan en un templo, pero la mayoría de sectas se reúnen en casas de miembros. Los servicios normalmente son ofrecidos en un idioma cercanamente relacionado con el dialecto palatino del idioma alemán, con vocabulario adicional. Los obispos usualmente son escogidos por sorteo para reflejar la voluntad de Dios. Aunque el obispo tiende a ser influyente, es normal que gobierne procurando el consenso más que emitiendo edictos.
La mayor influencia del obispo se aplica a las decisiones con respecto a las ordenanzas (Ordnung). La Ordnung es un código de comportamiento en su mayor parte no escrito que cubre asuntos tales como la indumentaria, los medios de transporte y en general el uso de la tecnología. La Ordnung varía ligeramente de congregación en congregación aunque su esencia permanece. Violarla no es considerado pecado aunque la premeditación es considerada una violación seria a la fe. El obispo dirige a la congregación en el cambio de la Ordnung a lo largo del tiempo. El obispo también puede conceder exenciones a la Ordnung. Por ejemplo, a un granjero se le puede dar permiso para comprar un tractor moderno si está enfermo y no tiene hijos que le ayuden con las labores agrícolas.

### Católicos llanos
En términos generales, algunos grupos de católicos llanos están en comunión plena con la Iglesia católica, mientras que otros tienen conexiones con la Hermandad Sacerdotal San Pío X y varios grupos sedevacantistas.
Una acepción particular de «católico llano» (plain Catholic) hace referencia a familias que, a diferencia de otros grupos llanos, no viven en vecindades que compartan la misma comunión de fe sino que se instalan cerca de comunidades anabaptistas para trabajar como misioneros católicos ante tales comunidades.

## Tendencias demográficas
Los amish del rito antiguo están entre las poblaciones de mayor crecimiento en el mundo. Prohíben el uso de métodos anticonceptivos y tienen bajas tasas de mortalidad infantil. La mujer amish promedio puede esperar tener al menos siete nacimientos vivos. Es de esperar que otros grupos llanos con las mismas o similares doctrinas tengan similares crecimientos explosivos. A pesar de esto, se espera que los "holandeses de Pennsylvania", que incluyen a los amish, menonitas del rito antiguo y menonitas conservadores, sea un menor porcentaje de la población debido a que las sectas responden a los altos precios de la tierra de labranza mediante su esparcimiento a lo largo de Estados Unidos e internacionalmente, y lo que ellos llaman población «inglesa» (el resto de la población) se esparce fuera de Filadelfia y hacia dentro de las zonas suburbanas y rurales. Donald Kraybill cree que hay comunidades de sectas llanas en 47 estados de Estados Unidos. Entre la gente de cinco años y más que vivían en el condado de Lancaster en 2000, el 89% hablaba inglés en la casa, el 7% hablaba Pennsylvania Dutch; el 4% hablaba español. La mayor parte de las sectas llanas no admiten niños en sus iglesias y no imponen sanciones sobre aquellos que no se unen, pero separan a aquellos que apostatan de la iglesia una vez que se han convertido en miembros. Entre algunos grupos de los amish del rito antiguo, los adolescentes que todavía no han sido bautizados no están obligados a acatar las normas y pasan por un periodo de rumspringa, en el que a menudo incurren en malas conductas que de otra manera no serían toleradas.

## Salud
Los holandeses de Pensilvania generalmente por una parte no hacen proselitismo y por otra parte desalientan el matrimonio con miembros no pertenecientes a sus grupos. Debido a la cercana consanguinidad, ciertos problemas genéticos ocurren con más frecuencia entre ellos. El Dr. D. Holmes Morton ha establecido la Clínica para Niños Especiales con el objetivo de estudiar y tratar familias con estos problemas.
Las sectas llanas típicamente prohíben los seguros y se asisten en actos de mutua caridad en caso de enfermedad, accidente o daño a la propiedad. El formulario 4029 del Servicio de Impuestos Internos de Estados Unidos permite invocar una exención en el pago de impuestos de seguridad social bajo ciertas condiciones (muy restrictivas) y es así como los miembros de las sectas llanas ni tienen que pagar tales impuestos ni pueden recibir beneficios de la seguridad social en caso de invalidez, vejez o muerte.